# David Tal (homme politique)
Pour les articles homonymes, voir David Tal.
David Tal (né le 26 janvier 1950 et mort le 2 juillet 2016) est un homme politique israélien et un membre de la Knesset pour le parti Kadima.

## Biographie
Fils d'immigrants d'origine tunisienne, il nait en 1950 à Rehovot. Après son service militaire au sein de Tsahal, il travaille comme mécanicien. Il rejoint le parti Shas et commence sa carrière politique comme membre du conseil municipal de Rishon LeZion. En 1996, il est élu à la Knesset sur la liste du Shas et devient son porte-parole à la Knesset. Il est réélu en 1999 mais démissionne en 2002 pour rejoindre le nouveau parti d'Amir Peretz : Une Nation.
Il est réélu à la Knesset après les élections de 2003 sur la liste d'Une Nation mais il quitte le parti quand Peretz accepte de fusionner son parti avec le parti travailliste. Il rejoint alors le parti Kadima d'Ariel Sharon.
Lors des élections de 2006, il est 23e sur la liste de Kadima et est réélu pour une quatrième fois consécutive à la Knesset.